# Corallobolus cruentus
Corallobolus
Genre
Espèce
Statut de conservation UICN

 LC  : Préoccupation mineure
Corallobolus cruentus, unique représentant du genre Corallobolus, est une espèce de mille-pattes de la famille des Pachybolidae endémique de Madagascar.

## Systématique
L'espèce Corallobolus cruentus a été décrite en 2009 par le myriapodologiste allemand Thomas Wesener (d) dans une publication rédigée conjointement avec Henrik Enghoff (d) et Petra Sierwald (d).

## Répartition
Cette espèce n'a été observée que dans le Nord du parc national d'Andohahela dans le Sud-Est de Madagascar.

## Publication originale
- (en) Thomas Wesener, Henrik Enghoff et Petra Sierwald, « Review of the Spirobolida on Madagascar, with descriptions of twelve new genera, including three genera of 'fire millipedes' (Diplopoda) », ZooKeys, Sofia, Pensoft Publishers (d), vol. 19, no 19,‎ 4 septembre 2009, p. 1-128 (ISSN 1313-2989 et 1313-2970, OCLC 248547717, DOI 10.3897/ZOOKEYS.19.221).